# Stephansreuth
Stephansreuth (oberfränkisch: Schdeffasraid) ist ein Gemeindeteil der Gemeinde Ködnitz im Landkreis Kulmbach (Oberfranken, Bayern). Stephansreuth liegt in der Gemarkung Ködnitz.

## Geographie
Die Einöde liegt auf dem Rangen, einem Höhenzug des Obermainischen Hügellandes, am Kohlenbach. Sie liegt mit vier weiteren Orten (Leithen, Maierhof, Tennach, Zettmeisel) in einer Lichtung des Kulmbacher Forstes. Ein Anliegerweg führt zur Kreisstraße KU 10 (0,2 km südöstlich).

## Geschichte
Das Söldengütlein wurde 1803 als Haus-Nr. 6 des Gemeindeteils Ebersbach erstmals erwähnt. 1838 wurde diese Stephansreuth genannt. Benannt wurde sie nach dem Familien- bzw. Personennamen des Besitzers.
Mit dem Gemeindeedikt wurde Stephansreuth dem 1811 gebildeten Steuerdistrikt Tennach und der 1812 gebildeten gleichnamigen Ruralgemeinde zugewiesen. 1818 wurde der Gemeindesitz nach Ködnitz verlegt und die Gemeinde dementsprechend umbenannt.

### Einwohnerentwicklung
| Jahr      | 001818 | 001861 | 001871 | 001885 | 001900 | 001925 | 001950 | 001961 | 001970 | 001987 |
| Einwohner | *      | 6      | 5      | 5      | 6      | 5      | 7      | 6      | 4      | 5      |
| Häuser    | *      |        |        | 1      | 1      | 1      | 1      | 1      |        | 1      |
| Quelle    | [ 7 ]  | [ 10 ] | [ 11 ] | [ 12 ] | [ 13 ] | [ 14 ] | [ 15 ] | [ 16 ] | [ 17 ] | [ 1 ]  |

## Religion
Stephansreuth ist evangelisch-lutherisch geprägt und nach St. Petrus (Kulmbach) gepfarrt.